# فرشته سپید (فیلم ۲۰۰۷)
فرشته سپید (ترکی استانبولی: Beyaz Melek) یک فیلم درام ترکیه‌ای به کارگردانی ماهسون قرمزی‌گل است که در سال ۲۰۰۷ منتشر شد.

## بازیگران
- ماهسون قرمزی‌گل
- ییلدیز کنتر
- ارول گونایدین
- غضنفر اوزجان
- علی سورملی
- یاووز بینگل
- نجات اویگور
- جزمی باسکین
- امل سایین
- فیرات تانیش
- ارول دمیروز